# تيلمو بيريس
تيلمو بيريس (بالإنجليزية: Telmo Pires)‏ هو لاعب كرة قدم ومدرب كرة قدم أمريكي في مركز الدفاع، ولد في 4 أبريل 1953 في Cacia ‏ في البرتغال. شارك مع منتخب الولايات المتحدة لكرة القدم. أما مع النوادي، فقد لعب مع Cincinnati Kids ‏.

## وصلات خارجية
- تيلمو بيريس على موقع ناشيونال فوتبول تيمز (الإنجليزية)